# Adinandra millettii
Adinandra millettii là một loài thực vật có hoa trong họ Pentaphylacaceae. Loài này được (Hook. & Arn.) Benth. & Hook.f. ex Hance mô tả khoa học đầu tiên năm 1878.